# Aeroklub PLL LOT
Aeroklub PLL LOT – nieistniejący aeroklub, działający w latach 1979-2020. Był jednym z regionalnych aeroklubów Aeroklubu Polskiego. 

## Historia
Aeroklub PLL LOT został założony 12 grudnia 1979, powstał z zamysłem wstępnego szkolenia kandydatów na pilotów na potrzeby PLL LOT, początkowo jako filia przy Aeroklubie Ziemi Piotrkowskiej korzystał ze sprzętu i budynków Aeroklubu Ziemi Piotrkowskiej. W dniu 10 lutego 1991 na walnym zebraniu członków klubu, zawiązany został Aeroklub Polskich Linii Lotniczych LOT. Biuro mieściło się w siedzibie Związków Zawodowych PLL LOT na lotnisku Okęcie, a bazą szkoleniową było lotnisko Piastów w Radomiu Aeroklubu Radomskiego. Aeroklub Polski przekazał na stan aeroklubu PLL LOT kilka szybowców oraz samoloty Zlín Z-142 i PZL-104 Wilga.
W 1995 roku aeroklub przeniesiono na lotnisko w Modlinie, gdzie otrzymał własny hangar i budynek na terenie Eskadry Doświadczalnej.
Po kilku latach aeroklub powrócił na lotnisko Piastów w Radomiu gdzie do użytkowania otrzymał dwa budynki, w których urządzono biuro aeroklubu, pomieszczenia techniczne oraz pomieszczenia noclegowe dla kadry instruktorskiej. Od 2017 roku przeniesiono bazę szkoleniową na lotnisko w Białej Podlaskiej. 25 stycznia 2020 r. zgodnie z uchwałą walnego zgromadzenia Aeroklubu PLL LOT z dniem 1 kwietnia 2020 r. został rozwiązany.

## Działalność
Aeroklub prowadził na początku swojej działalności wstępne szkolenie pilotów na potrzeby PLL LOT. Aeroklub prowadził: szkolenie szybowcowe i samolotowe oraz loty treningowe.
Członkami aeroklubu byli pracownicy Polskich Linii Lotniczych LOT, członkowie ich rodzin, a także osoby niezwiązane z firmą PLL LOT.
Siedziba główna aeroklubu znajdowała się na lotnisku Okęcie im. F. Chopina w Warszawie, a głównym sponsorem był PETROLOT.

## Sekcje
- samolotowa
- szybowcowa

## Sprzęt lotniczy

### Samoloty
- samoloty: PZL 104 Wilga, Cessna 152 (2 szt.),

### Szybowce
- szybowce: SZD-9 Bocian (2 szt.), Jantar (szybowiec), SZD-30 Pirat (3 szt.), SZD-50 Puchacz, SZD-36 Cobra 15

### Inny
- Wyciągarka szybowcowa